# Favières (Sena i Marne)
Favières és un municipi francès, situat al departament de Sena i Marne i a la regió de Illa de França. L'any 2007 tenia 1.083 habitants.
Forma part del cantó d'Ozoir-la-Ferrière, del districte de Provins i de la Comunitat de comunes de Val Briard.

## Demografia

### Població
El 2007 la població de fet de Favières era de 1.083 persones. Hi havia 402 famílies, de les quals 73 eren unipersonals (45 homes vivint sols i 28 dones vivint soles), 142 parelles sense fills, 159 parelles amb fills i 28 famílies monoparentals amb fills.
La població ha evolucionat segons el següent gràfic:
Habitants censats

### Habitatges
El 2007 hi havia 453 habitatges, 413 eren l'habitatge principal de la família, 15 eren segones residències i 25 estaven desocupats. 390 eren cases i 63 eren apartaments. Dels 413 habitatges principals, 296 estaven ocupats pels seus propietaris, 107 estaven llogats i ocupats pels llogaters i 10 estaven cedits a títol gratuït; 6 tenien una cambra, 29 en tenien dues, 63 en tenien tres, 84 en tenien quatre i 230 en tenien cinc o més. 347 habitatges disposaven pel capbaix d'una plaça de pàrquing. A 163 habitatges hi havia un automòbil i a 226 n'hi havia dos o més.

### Piràmide de població
La piràmide de població per edats i sexe el 2009 era:
| Homes | Edats   | Dones |
| ----- | ------- | ----- |
| 0     | 95 o +  | 4     |
| 0     | 90 a 94 | 0     |
| 4     | 85 a 89 | 12    |
| 8     | 80 a 84 | 0     |
| 12    | 75 a 79 | 16    |
| 8     | 70 a 74 | 12    |
| 32    | 65 a 69 | 12    |
| 24    | 60 a 64 | 12    |
| 28    | 55 a 59 | 32    |
| 52    | 50 a 54 | 40    |
| 44    | 45 a 49 | 48    |
| 32    | 40 a 44 | 40    |
| 36    | 35 a 39 | 28    |
| 16    | 30 a 34 | 12    |
| 40    | 25 a 29 | 36    |
| 28    | 20 a 24 | 44    |
| 44    | 15 a 19 | 16    |
| 56    | 10 a 14 | 32    |
| 8     | 5 a 9   | 32    |
| 28    | 0 a 4   | 20    |

## Economia
El 2007 la població en edat de treballar era de 742 persones, 582 eren actives i 160 eren inactives. De les 582 persones actives 536 estaven ocupades (295 homes i 241 dones) i 46 estaven aturades (23 homes i 23 dones). De les 160 persones inactives 46 estaven jubilades, 68 estaven estudiant i 46 estaven classificades com a «altres inactius».

### Ingressos
El 2009 a Favières hi havia 416 unitats fiscals que integraven 1.078,5 persones, la mediana anual d'ingressos fiscals per persona era de 24.735 €.

### Activitats econòmiques
Dels 44 establiments que hi havia el 2007, 1 era d'una empresa alimentària, 1 d'una empresa de fabricació d'altres productes industrials, 10 d'empreses de construcció, 13 d'empreses de comerç i reparació d'automòbils, 1 d'una empresa de transport, 1 d'una empresa d'hostatgeria i restauració, 2 d'empreses financeres, 3 d'empreses immobiliàries, 8 d'empreses de serveis, 1 d'una entitat de l'administració pública i 3 d'empreses classificades com a «altres activitats de serveis».
Dels 9 establiments de servei als particulars que hi havia el 2009, 3 eren paletes, 2 lampisteries, 2 electricistes, 1 restaurant i 1 agència immobiliària.
L'únic establiment comercial que hi havia el 2009 era una gran superfície de material de bricolatge.
L'any 2000 a Favières hi havia 7 explotacions agrícoles.

## Equipaments sanitaris i escolars
El 2009 hi havia 1 escola elemental i 1 escola elemental integrada dins d'un grup escolar amb les comunes properes formant una escola dispersa.

## Poblacions més properes
El següent diagrama mostra les poblacions més properes.